# Famille Brueghel
Pour les articles homonymes, voir Brueghel.
Cette page explique l’histoire ou répertorie les différents membres de la famille Brueghel.
La famille Brueghel est une célèbre famille de peintres flamands de la Renaissance.

## Arbre généalogique de la famille Brueghel
Note : Sur fond beige, les membres de la famille Brueghel et ceux liés par parenté, ayant exercé une activité artistique. Les lignes pleines indiquent les mariages, celles en pointillés, les rapports de parenté incertains.
|                                  |                                  |                                  |                                  |                                  |                                  |  |  |                                                                   |                                                                   |                                                                   |                                                                   |                                                                   |                                                                   |  |  | Mayekin Verhulst Bessemers (1537-1600)     | Mayekin Verhulst Bessemers (1537-1600)     | Mayekin Verhulst Bessemers (1537-1600)     | Mayekin Verhulst Bessemers (1537-1600)     | Mayekin Verhulst Bessemers (1537-1600)     | Mayekin Verhulst Bessemers (1537-1600)     |  |  |                                          |                                          |                                          |                                          |                                          |                                          |  |  | Pieter Coecke van Aelst (1502-1550)                  | Pieter Coecke van Aelst (1502-1550)                  | Pieter Coecke van Aelst (1502-1550)                  | Pieter Coecke van Aelst (1502-1550)                  | Pieter Coecke van Aelst (1502-1550)                  | Pieter Coecke van Aelst (1502-1550)                  |  |  |                           |                           |                           |                           |                           |                           |  |  |                                  |                                  |                                  |                                  |                                  |                                  |  |  |                                 |                                 |                                 |                                 |                                 |                                 |  |  |                                        |                                        |                                        |                                        |                                        |                                        |  |  |                                           |                                           |                                           |                                           |                                           |                                           |  |  |                                            |                                            |                                            |                                            |                                            |                                            |  |  |                                            |                                            |                                            |                                            |                                            |                                            |
|                                  |                                  |                                  |                                  |                                  |                                  |  |  |                                                                   |                                                                   |                                                                   |                                                                   |                                                                   |                                                                   |  |  | Mayekin Verhulst Bessemers (1537-1600)     | Mayekin Verhulst Bessemers (1537-1600)     | Mayekin Verhulst Bessemers (1537-1600)     | Mayekin Verhulst Bessemers (1537-1600)     | Mayekin Verhulst Bessemers (1537-1600)     | Mayekin Verhulst Bessemers (1537-1600)     |  |  |                                          |                                          |                                          |                                          |                                          |                                          |  |  | Pieter Coecke van Aelst (1502-1550)                  | Pieter Coecke van Aelst (1502-1550)                  | Pieter Coecke van Aelst (1502-1550)                  | Pieter Coecke van Aelst (1502-1550)                  | Pieter Coecke van Aelst (1502-1550)                  | Pieter Coecke van Aelst (1502-1550)                  |  |  |                           |                           |                           |                           |                           |                           |  |  |                                  |                                  |                                  |                                  |                                  |                                  |  |  |                                 |                                 |                                 |                                 |                                 |                                 |  |  |                                        |                                        |                                        |                                        |                                        |                                        |  |  |                                           |                                           |                                           |                                           |                                           |                                           |  |  |                                            |                                            |                                            |                                            |                                            |                                            |  |  |                                            |                                            |                                            |                                            |                                            |                                            |
|                                  |                                  |                                  |                                  |                                  |                                  |  |  |                                                                   |                                                                   |                                                                   |                                                                   |                                                                   |                                                                   |  |  |                                            |                                            |                                            |                                            |                                            |                                            |  |  |                                          |                                          |                                          |                                          |                                          |                                          |  |  |                                                      |                                                      |                                                      |                                                      |                                                      |                                                      |  |  |                           |                           |                           |                           |                           |                           |  |  |                                  |                                  |                                  |                                  |                                  |                                  |  |  |                                 |                                 |                                 |                                 |                                 |                                 |  |  |                                        |                                        |                                        |                                        |                                        |                                        |  |  |                                           |                                           |                                           |                                           |                                           |                                           |  |  |                                            |                                            |                                            |                                            |                                            |                                            |  |  |                                            |                                            |                                            |                                            |                                            |                                            |
|                                  |                                  |                                  |                                  |                                  |                                  |  |  |                                                                   |                                                                   |                                                                   |                                                                   |                                                                   |                                                                   |  |  |                                            |                                            |                                            |                                            |                                            |                                            |  |  |                                          |                                          |                                          |                                          |                                          |                                          |  |  |                                                      |                                                      |                                                      |                                                      |                                                      |                                                      |  |  |                           |                           |                           |                           |                           |                           |  |  |                                  |                                  |                                  |                                  |                                  |                                  |  |  |                                 |                                 |                                 |                                 |                                 |                                 |  |  |                                        |                                        |                                        |                                        |                                        |                                        |  |  |                                           |                                           |                                           |                                           |                                           |                                           |  |  |                                            |                                            |                                            |                                            |                                            |                                            |  |  |                                            |                                            |                                            |                                            |                                            |                                            |
|                                  |                                  |                                  |                                  |                                  |                                  |  |  |                                                                   |                                                                   |                                                                   |                                                                   |                                                                   |                                                                   |  |  |                                            |                                            |                                            |                                            |                                            |                                            |  |  |                                          |                                          |                                          |                                          |                                          |                                          |  |  |                                                      |                                                      |                                                      |                                                      |                                                      |                                                      |  |  |                           |                           |                           |                           |                           |                           |  |  |                                  |                                  |                                  |                                  |                                  |                                  |  |  |                                 |                                 |                                 |                                 |                                 |                                 |  |  |                                        |                                        |                                        |                                        |                                        |                                        |  |  |                                           |                                           |                                           |                                           |                                           |                                           |  |  |                                            |                                            |                                            |                                            |                                            |                                            |  |  |                                            |                                            |                                            |                                            |                                            |                                            |
|                                  |                                  |                                  |                                  |                                  |                                  |  |  | Pieter Brueghel dit l'Ancien, le Rustique... (1525-1569)          | Pieter Brueghel dit l'Ancien, le Rustique... (1525-1569)          | Pieter Brueghel dit l'Ancien, le Rustique... (1525-1569)          | Pieter Brueghel dit l'Ancien, le Rustique... (1525-1569)          | Pieter Brueghel dit l'Ancien, le Rustique... (1525-1569)          | Pieter Brueghel dit l'Ancien, le Rustique... (1525-1569)          |  |  | Mayeken Coecke van Aelst (1545-1578)       | Mayeken Coecke van Aelst (1545-1578)       | Mayeken Coecke van Aelst (1545-1578)       | Mayeken Coecke van Aelst (1545-1578)       | Mayeken Coecke van Aelst (1545-1578)       | Mayeken Coecke van Aelst (1545-1578)       |  |  | Katelin Coecke van Aelst                 | Katelin Coecke van Aelst                 | Katelin Coecke van Aelst                 | Katelin Coecke van Aelst                 | Katelin Coecke van Aelst                 | Katelin Coecke van Aelst                 |  |  | Paul (Pauwel) Coecke van Aelst                       | Paul (Pauwel) Coecke van Aelst                       | Paul (Pauwel) Coecke van Aelst                       | Paul (Pauwel) Coecke van Aelst                       | Paul (Pauwel) Coecke van Aelst                       | Paul (Pauwel) Coecke van Aelst                       |  |  |                           |                           |                           |                           |                           |                           |  |  |                                  |                                  |                                  |                                  |                                  |                                  |  |  |                                 |                                 |                                 |                                 |                                 |                                 |  |  |                                        |                                        |                                        |                                        |                                        |                                        |  |  |                                           |                                           |                                           |                                           |                                           |                                           |  |  |                                            |                                            |                                            |                                            |                                            |                                            |  |  |                                            |                                            |                                            |                                            |                                            |                                            |
|                                  |                                  |                                  |                                  |                                  |                                  |  |  | Pieter Brueghel dit l'Ancien, le Rustique... (1525-1569)          | Pieter Brueghel dit l'Ancien, le Rustique... (1525-1569)          | Pieter Brueghel dit l'Ancien, le Rustique... (1525-1569)          | Pieter Brueghel dit l'Ancien, le Rustique... (1525-1569)          | Pieter Brueghel dit l'Ancien, le Rustique... (1525-1569)          | Pieter Brueghel dit l'Ancien, le Rustique... (1525-1569)          |  |  | Mayeken Coecke van Aelst (1545-1578)       | Mayeken Coecke van Aelst (1545-1578)       | Mayeken Coecke van Aelst (1545-1578)       | Mayeken Coecke van Aelst (1545-1578)       | Mayeken Coecke van Aelst (1545-1578)       | Mayeken Coecke van Aelst (1545-1578)       |  |  | Katelin Coecke van Aelst                 | Katelin Coecke van Aelst                 | Katelin Coecke van Aelst                 | Katelin Coecke van Aelst                 | Katelin Coecke van Aelst                 | Katelin Coecke van Aelst                 |  |  | Paul (Pauwel) Coecke van Aelst                       | Paul (Pauwel) Coecke van Aelst                       | Paul (Pauwel) Coecke van Aelst                       | Paul (Pauwel) Coecke van Aelst                       | Paul (Pauwel) Coecke van Aelst                       | Paul (Pauwel) Coecke van Aelst                       |  |  |                           |                           |                           |                           |                           |                           |  |  |                                  |                                  |                                  |                                  |                                  |                                  |  |  |                                 |                                 |                                 |                                 |                                 |                                 |  |  |                                        |                                        |                                        |                                        |                                        |                                        |  |  |                                           |                                           |                                           |                                           |                                           |                                           |  |  |                                            |                                            |                                            |                                            |                                            |                                            |  |  |                                            |                                            |                                            |                                            |                                            |                                            |
|                                  |                                  |                                  |                                  |                                  |                                  |  |  |                                                                   |                                                                   |                                                                   |                                                                   |                                                                   |                                                                   |  |  |                                            |                                            |                                            |                                            |                                            |                                            |  |  |                                          |                                          |                                          |                                          |                                          |                                          |  |  |                                                      |                                                      |                                                      |                                                      |                                                      |                                                      |  |  |                           |                           |                           |                           |                           |                           |  |  |                                  |                                  |                                  |                                  |                                  |                                  |  |  |                                 |                                 |                                 |                                 |                                 |                                 |  |  |                                        |                                        |                                        |                                        |                                        |                                        |  |  |                                           |                                           |                                           |                                           |                                           |                                           |  |  |                                            |                                            |                                            |                                            |                                            |                                            |  |  |                                            |                                            |                                            |                                            |                                            |                                            |
|                                  |                                  |                                  |                                  |                                  |                                  |  |  |                                                                   |                                                                   |                                                                   |                                                                   |                                                                   |                                                                   |  |  |                                            |                                            |                                            |                                            |                                            |                                            |  |  |                                          |                                          |                                          |                                          |                                          |                                          |  |  |                                                      |                                                      |                                                      |                                                      |                                                      |                                                      |  |  |                           |                           |                           |                           |                           |                           |  |  |                                  |                                  |                                  |                                  |                                  |                                  |  |  |                                 |                                 |                                 |                                 |                                 |                                 |  |  |                                        |                                        |                                        |                                        |                                        |                                        |  |  |                                           |                                           |                                           |                                           |                                           |                                           |  |  |                                            |                                            |                                            |                                            |                                            |                                            |  |  |                                            |                                            |                                            |                                            |                                            |                                            |
|                                  |                                  |                                  |                                  |                                  |                                  |  |  |                                                                   |                                                                   |                                                                   |                                                                   |                                                                   |                                                                   |  |  |                                            |                                            |                                            |                                            |                                            |                                            |  |  |                                          |                                          |                                          |                                          |                                          |                                          |  |  |                                                      |                                                      |                                                      |                                                      |                                                      |                                                      |  |  |                           |                           |                           |                           |                           |                           |  |  |                                  |                                  |                                  |                                  |                                  |                                  |  |  |                                 |                                 |                                 |                                 |                                 |                                 |  |  |                                        |                                        |                                        |                                        |                                        |                                        |  |  |                                           |                                           |                                           |                                           |                                           |                                           |  |  |                                            |                                            |                                            |                                            |                                            |                                            |  |  |                                            |                                            |                                            |                                            |                                            |                                            |
| Élisabeth Goddelet               | Élisabeth Goddelet               | Élisabeth Goddelet               | Élisabeth Goddelet               | Élisabeth Goddelet               | Élisabeth Goddelet               |  |  | Pieter Brueghel II dit le Jeune ou d'Enfer (1564-1637/38)         | Pieter Brueghel II dit le Jeune ou d'Enfer (1564-1637/38)         | Pieter Brueghel II dit le Jeune ou d'Enfer (1564-1637/38)         | Pieter Brueghel II dit le Jeune ou d'Enfer (1564-1637/38)         | Pieter Brueghel II dit le Jeune ou d'Enfer (1564-1637/38)         | Pieter Brueghel II dit le Jeune ou d'Enfer (1564-1637/38)         |  |  | Maria Brueghel                             | Maria Brueghel                             | Maria Brueghel                             | Maria Brueghel                             | Maria Brueghel                             | Maria Brueghel                             |  |  | Isabella de Jode (1er mariage)           | Isabella de Jode (1er mariage)           | Isabella de Jode (1er mariage)           | Isabella de Jode (1er mariage)           | Isabella de Jode (1er mariage)           | Isabella de Jode (1er mariage)           |  |  | Jan Brueghel dit l'Ancien, de Velours... (1568-1625) | Jan Brueghel dit l'Ancien, de Velours... (1568-1625) | Jan Brueghel dit l'Ancien, de Velours... (1568-1625) | Jan Brueghel dit l'Ancien, de Velours... (1568-1625) | Jan Brueghel dit l'Ancien, de Velours... (1568-1625) | Jan Brueghel dit l'Ancien, de Velours... (1568-1625) |  |  |                           |                           |                           |                           |                           |                           |  |  |                                  |                                  |                                  |                                  |                                  |                                  |  |  |                                 |                                 |                                 |                                 |                                 |                                 |  |  | Catharina van Marienbourg (2e mariage) | Catharina van Marienbourg (2e mariage) | Catharina van Marienbourg (2e mariage) | Catharina van Marienbourg (2e mariage) | Catharina van Marienbourg (2e mariage) | Catharina van Marienbourg (2e mariage) |  |  | David Teniers dit l'Ancien (1582-1649)    | David Teniers dit l'Ancien (1582-1649)    | David Teniers dit l'Ancien (1582-1649)    | David Teniers dit l'Ancien (1582-1649)    | David Teniers dit l'Ancien (1582-1649)    | David Teniers dit l'Ancien (1582-1649)    |  |  | Dymphna Cornelissen de Wilde               | Dymphna Cornelissen de Wilde               | Dymphna Cornelissen de Wilde               | Dymphna Cornelissen de Wilde               | Dymphna Cornelissen de Wilde               | Dymphna Cornelissen de Wilde               |  |  |                                            |                                            |                                            |                                            |                                            |                                            |
| Élisabeth Goddelet               | Élisabeth Goddelet               | Élisabeth Goddelet               | Élisabeth Goddelet               | Élisabeth Goddelet               | Élisabeth Goddelet               |  |  | Pieter Brueghel II dit le Jeune ou d'Enfer (1564-1637/38)         | Pieter Brueghel II dit le Jeune ou d'Enfer (1564-1637/38)         | Pieter Brueghel II dit le Jeune ou d'Enfer (1564-1637/38)         | Pieter Brueghel II dit le Jeune ou d'Enfer (1564-1637/38)         | Pieter Brueghel II dit le Jeune ou d'Enfer (1564-1637/38)         | Pieter Brueghel II dit le Jeune ou d'Enfer (1564-1637/38)         |  |  | Maria Brueghel                             | Maria Brueghel                             | Maria Brueghel                             | Maria Brueghel                             | Maria Brueghel                             | Maria Brueghel                             |  |  | Isabella de Jode (1er mariage)           | Isabella de Jode (1er mariage)           | Isabella de Jode (1er mariage)           | Isabella de Jode (1er mariage)           | Isabella de Jode (1er mariage)           | Isabella de Jode (1er mariage)           |  |  | Jan Brueghel dit l'Ancien, de Velours... (1568-1625) | Jan Brueghel dit l'Ancien, de Velours... (1568-1625) | Jan Brueghel dit l'Ancien, de Velours... (1568-1625) | Jan Brueghel dit l'Ancien, de Velours... (1568-1625) | Jan Brueghel dit l'Ancien, de Velours... (1568-1625) | Jan Brueghel dit l'Ancien, de Velours... (1568-1625) |  |  |                           |                           |                           |                           |                           |                           |  |  |                                  |                                  |                                  |                                  |                                  |                                  |  |  |                                 |                                 |                                 |                                 |                                 |                                 |  |  | Catharina van Marienbourg (2e mariage) | Catharina van Marienbourg (2e mariage) | Catharina van Marienbourg (2e mariage) | Catharina van Marienbourg (2e mariage) | Catharina van Marienbourg (2e mariage) | Catharina van Marienbourg (2e mariage) |  |  | David Teniers dit l'Ancien (1582-1649)    | David Teniers dit l'Ancien (1582-1649)    | David Teniers dit l'Ancien (1582-1649)    | David Teniers dit l'Ancien (1582-1649)    | David Teniers dit l'Ancien (1582-1649)    | David Teniers dit l'Ancien (1582-1649)    |  |  | Dymphna Cornelissen de Wilde               | Dymphna Cornelissen de Wilde               | Dymphna Cornelissen de Wilde               | Dymphna Cornelissen de Wilde               | Dymphna Cornelissen de Wilde               | Dymphna Cornelissen de Wilde               |  |  |                                            |                                            |                                            |                                            |                                            |                                            |
|                                  |                                  |                                  |                                  |                                  |                                  |  |  |                                                                   |                                                                   |                                                                   |                                                                   |                                                                   |                                                                   |  |  |                                            |                                            |                                            |                                            |                                            |                                            |  |  |                                          |                                          |                                          |                                          |                                          |                                          |  |  |                                                      |                                                      |                                                      |                                                      |                                                      |                                                      |  |  |                           |                           |                           |                           |                           |                           |  |  |                                  |                                  |                                  |                                  |                                  |                                  |  |  |                                 |                                 |                                 |                                 |                                 |                                 |  |  |                                        |                                        |                                        |                                        |                                        |                                        |  |  |                                           |                                           |                                           |                                           |                                           |                                           |  |  |                                            |                                            |                                            |                                            |                                            |                                            |  |  |                                            |                                            |                                            |                                            |                                            |                                            |
|                                  |                                  |                                  |                                  |                                  |                                  |  |  |                                                                   |                                                                   |                                                                   |                                                                   |                                                                   |                                                                   |  |  |                                            |                                            |                                            |                                            |                                            |                                            |  |  |                                          |                                          |                                          |                                          |                                          |                                          |  |  |                                                      |                                                      |                                                      |                                                      |                                                      |                                                      |  |  |                           |                           |                           |                           |                           |                           |  |  |                                  |                                  |                                  |                                  |                                  |                                  |  |  |                                 |                                 |                                 |                                 |                                 |                                 |  |  |                                        |                                        |                                        |                                        |                                        |                                        |  |  |                                           |                                           |                                           |                                           |                                           |                                           |  |  |                                            |                                            |                                            |                                            |                                            |                                            |  |  |                                            |                                            |                                            |                                            |                                            |                                            |
|                                  |                                  |                                  |                                  |                                  |                                  |  |  |                                                                   |                                                                   |                                                                   |                                                                   |                                                                   |                                                                   |  |  |                                            |                                            |                                            |                                            |                                            |                                            |  |  |                                          |                                          |                                          |                                          |                                          |                                          |  |  |                                                      |                                                      |                                                      |                                                      |                                                      |                                                      |  |  |                           |                           |                           |                           |                           |                           |  |  |                                  |                                  |                                  |                                  |                                  |                                  |  |  |                                 |                                 |                                 |                                 |                                 |                                 |  |  |                                        |                                        |                                        |                                        |                                        |                                        |  |  |                                           |                                           |                                           |                                           |                                           |                                           |  |  |                                            |                                            |                                            |                                            |                                            |                                            |  |  |                                            |                                            |                                            |                                            |                                            |                                            |
| Pieter Brueghel III (1589-1639)  | Pieter Brueghel III (1589-1639)  | Pieter Brueghel III (1589-1639)  | Pieter Brueghel III (1589-1639)  | Pieter Brueghel III (1589-1639)  | Pieter Brueghel III (1589-1639)  |  |  | Six autres enfants (Maria, Jacob Daniel, Laureis Filips, Geerard) | Six autres enfants (Maria, Jacob Daniel, Laureis Filips, Geerard) | Six autres enfants (Maria, Jacob Daniel, Laureis Filips, Geerard) | Six autres enfants (Maria, Jacob Daniel, Laureis Filips, Geerard) | Six autres enfants (Maria, Jacob Daniel, Laureis Filips, Geerard) | Six autres enfants (Maria, Jacob Daniel, Laureis Filips, Geerard) |  |  | Hieronymus van Kessel (1578-1636)          | Hieronymus van Kessel (1578-1636)          | Hieronymus van Kessel (1578-1636)          | Hieronymus van Kessel (1578-1636)          | Hieronymus van Kessel (1578-1636)          | Hieronymus van Kessel (1578-1636)          |  |  | Paschasie Brueghel                       | Paschasie Brueghel                       | Paschasie Brueghel                       | Paschasie Brueghel                       | Paschasie Brueghel                       | Paschasie Brueghel                       |  |  | Jan Brueghel II dit le Jeune (1601-1678)             | Jan Brueghel II dit le Jeune (1601-1678)             | Jan Brueghel II dit le Jeune (1601-1678)             | Jan Brueghel II dit le Jeune (1601-1678)             | Jan Brueghel II dit le Jeune (1601-1678)             | Jan Brueghel II dit le Jeune (1601-1678)             |  |  | Anna-Maria Janssens       | Anna-Maria Janssens       | Anna-Maria Janssens       | Anna-Maria Janssens       | Anna-Maria Janssens       | Anna-Maria Janssens       |  |  | Claire Eugénie Brueghel          | Claire Eugénie Brueghel          | Claire Eugénie Brueghel          | Claire Eugénie Brueghel          | Claire Eugénie Brueghel          | Claire Eugénie Brueghel          |  |  | Ambrosius Brueghel (1617-1675)  | Ambrosius Brueghel (1617-1675)  | Ambrosius Brueghel (1617-1675)  | Ambrosius Brueghel (1617-1675)  | Ambrosius Brueghel (1617-1675)  | Ambrosius Brueghel (1617-1675)  |  |  | Anna Brueghel (1619-1656) (1e mariage) | Anna Brueghel (1619-1656) (1e mariage) | Anna Brueghel (1619-1656) (1e mariage) | Anna Brueghel (1619-1656) (1e mariage) | Anna Brueghel (1619-1656) (1e mariage) | Anna Brueghel (1619-1656) (1e mariage) |  |  | David Teniers II dit le Jeune (1610-1690) | David Teniers II dit le Jeune (1610-1690) | David Teniers II dit le Jeune (1610-1690) | David Teniers II dit le Jeune (1610-1690) | David Teniers II dit le Jeune (1610-1690) | David Teniers II dit le Jeune (1610-1690) |  |  | Isabelle de Fren (2e mariage)              | Isabelle de Fren (2e mariage)              | Isabelle de Fren (2e mariage)              | Isabelle de Fren (2e mariage)              | Isabelle de Fren (2e mariage)              | Isabelle de Fren (2e mariage)              |  |  | Quatre autres enfants (3 garçons, 1 fille) | Quatre autres enfants (3 garçons, 1 fille) | Quatre autres enfants (3 garçons, 1 fille) | Quatre autres enfants (3 garçons, 1 fille) | Quatre autres enfants (3 garçons, 1 fille) | Quatre autres enfants (3 garçons, 1 fille) |
| Pieter Brueghel III (1589-1639)  | Pieter Brueghel III (1589-1639)  | Pieter Brueghel III (1589-1639)  | Pieter Brueghel III (1589-1639)  | Pieter Brueghel III (1589-1639)  | Pieter Brueghel III (1589-1639)  |  |  | Six autres enfants (Maria, Jacob Daniel, Laureis Filips, Geerard) | Six autres enfants (Maria, Jacob Daniel, Laureis Filips, Geerard) | Six autres enfants (Maria, Jacob Daniel, Laureis Filips, Geerard) | Six autres enfants (Maria, Jacob Daniel, Laureis Filips, Geerard) | Six autres enfants (Maria, Jacob Daniel, Laureis Filips, Geerard) | Six autres enfants (Maria, Jacob Daniel, Laureis Filips, Geerard) |  |  | Hieronymus van Kessel (1578-1636)          | Hieronymus van Kessel (1578-1636)          | Hieronymus van Kessel (1578-1636)          | Hieronymus van Kessel (1578-1636)          | Hieronymus van Kessel (1578-1636)          | Hieronymus van Kessel (1578-1636)          |  |  | Paschasie Brueghel                       | Paschasie Brueghel                       | Paschasie Brueghel                       | Paschasie Brueghel                       | Paschasie Brueghel                       | Paschasie Brueghel                       |  |  | Jan Brueghel II dit le Jeune (1601-1678)             | Jan Brueghel II dit le Jeune (1601-1678)             | Jan Brueghel II dit le Jeune (1601-1678)             | Jan Brueghel II dit le Jeune (1601-1678)             | Jan Brueghel II dit le Jeune (1601-1678)             | Jan Brueghel II dit le Jeune (1601-1678)             |  |  | Anna-Maria Janssens       | Anna-Maria Janssens       | Anna-Maria Janssens       | Anna-Maria Janssens       | Anna-Maria Janssens       | Anna-Maria Janssens       |  |  | Claire Eugénie Brueghel          | Claire Eugénie Brueghel          | Claire Eugénie Brueghel          | Claire Eugénie Brueghel          | Claire Eugénie Brueghel          | Claire Eugénie Brueghel          |  |  | Ambrosius Brueghel (1617-1675)  | Ambrosius Brueghel (1617-1675)  | Ambrosius Brueghel (1617-1675)  | Ambrosius Brueghel (1617-1675)  | Ambrosius Brueghel (1617-1675)  | Ambrosius Brueghel (1617-1675)  |  |  | Anna Brueghel (1619-1656) (1e mariage) | Anna Brueghel (1619-1656) (1e mariage) | Anna Brueghel (1619-1656) (1e mariage) | Anna Brueghel (1619-1656) (1e mariage) | Anna Brueghel (1619-1656) (1e mariage) | Anna Brueghel (1619-1656) (1e mariage) |  |  | David Teniers II dit le Jeune (1610-1690) | David Teniers II dit le Jeune (1610-1690) | David Teniers II dit le Jeune (1610-1690) | David Teniers II dit le Jeune (1610-1690) | David Teniers II dit le Jeune (1610-1690) | David Teniers II dit le Jeune (1610-1690) |  |  | Isabelle de Fren (2e mariage)              | Isabelle de Fren (2e mariage)              | Isabelle de Fren (2e mariage)              | Isabelle de Fren (2e mariage)              | Isabelle de Fren (2e mariage)              | Isabelle de Fren (2e mariage)              |  |  | Quatre autres enfants (3 garçons, 1 fille) | Quatre autres enfants (3 garçons, 1 fille) | Quatre autres enfants (3 garçons, 1 fille) | Quatre autres enfants (3 garçons, 1 fille) | Quatre autres enfants (3 garçons, 1 fille) | Quatre autres enfants (3 garçons, 1 fille) |
|                                  |                                  |                                  |                                  |                                  |                                  |  |  |                                                                   |                                                                   |                                                                   |                                                                   |                                                                   |                                                                   |  |  |                                            |                                            |                                            |                                            |                                            |                                            |  |  |                                          |                                          |                                          |                                          |                                          |                                          |  |  |                                                      |                                                      |                                                      |                                                      |                                                      |                                                      |  |  |                           |                           |                           |                           |                           |                           |  |  |                                  |                                  |                                  |                                  |                                  |                                  |  |  |                                 |                                 |                                 |                                 |                                 |                                 |  |  |                                        |                                        |                                        |                                        |                                        |                                        |  |  |                                           |                                           |                                           |                                           |                                           |                                           |  |  |                                            |                                            |                                            |                                            |                                            |                                            |  |  |                                            |                                            |                                            |                                            |                                            |                                            |
|                                  |                                  |                                  |                                  |                                  |                                  |  |  |                                                                   |                                                                   |                                                                   |                                                                   |                                                                   |                                                                   |  |  |                                            |                                            |                                            |                                            |                                            |                                            |  |  |                                          |                                          |                                          |                                          |                                          |                                          |  |  |                                                      |                                                      |                                                      |                                                      |                                                      |                                                      |  |  |                           |                           |                           |                           |                           |                           |  |  |                                  |                                  |                                  |                                  |                                  |                                  |  |  |                                 |                                 |                                 |                                 |                                 |                                 |  |  |                                        |                                        |                                        |                                        |                                        |                                        |  |  |                                           |                                           |                                           |                                           |                                           |                                           |  |  |                                            |                                            |                                            |                                            |                                            |                                            |  |  |                                            |                                            |                                            |                                            |                                            |                                            |
|                                  |                                  |                                  |                                  |                                  |                                  |  |  |                                                                   |                                                                   |                                                                   |                                                                   |                                                                   |                                                                   |  |  |                                            |                                            |                                            |                                            |                                            |                                            |  |  |                                          |                                          |                                          |                                          |                                          |                                          |  |  |                                                      |                                                      |                                                      |                                                      |                                                      |                                                      |  |  |                           |                           |                           |                           |                           |                           |  |  |                                  |                                  |                                  |                                  |                                  |                                  |  |  |                                 |                                 |                                 |                                 |                                 |                                 |  |  |                                        |                                        |                                        |                                        |                                        |                                        |  |  |                                           |                                           |                                           |                                           |                                           |                                           |  |  |                                            |                                            |                                            |                                            |                                            |                                            |  |  |                                            |                                            |                                            |                                            |                                            |                                            |
| Maria van Apshoven               | Maria van Apshoven               | Maria van Apshoven               | Maria van Apshoven               | Maria van Apshoven               | Maria van Apshoven               |  |  | Jan van Kessel dit l'Ancien (1626-1679)                           | Jan van Kessel dit l'Ancien (1626-1679)                           | Jan van Kessel dit l'Ancien (1626-1679)                           | Jan van Kessel dit l'Ancien (1626-1679)                           | Jan van Kessel dit l'Ancien (1626-1679)                           | Jan van Kessel dit l'Ancien (1626-1679)                           |  |  | Quatre autres enfants (1 garçon, 3 filles) | Quatre autres enfants (1 garçon, 3 filles) | Quatre autres enfants (1 garçon, 3 filles) | Quatre autres enfants (1 garçon, 3 filles) | Quatre autres enfants (1 garçon, 3 filles) | Quatre autres enfants (1 garçon, 3 filles) |  |  |                                          |                                          |                                          |                                          |                                          |                                          |  |  | Jan Peeter Brueghel (1628→1662)                      | Jan Peeter Brueghel (1628→1662)                      | Jan Peeter Brueghel (1628→1662)                      | Jan Peeter Brueghel (1628→1662)                      | Jan Peeter Brueghel (1628→1662)                      | Jan Peeter Brueghel (1628→1662)                      |  |  | Philips Brueghel (1635-?) | Philips Brueghel (1635-?) | Philips Brueghel (1635-?) | Philips Brueghel (1635-?) | Philips Brueghel (1635-?) | Philips Brueghel (1635-?) |  |  |                                  |                                  |                                  |                                  |                                  |                                  |  |  | Jan Batist Brueghel (1647-1719) | Jan Batist Brueghel (1647-1719) | Jan Batist Brueghel (1647-1719) | Jan Batist Brueghel (1647-1719) | Jan Batist Brueghel (1647-1719) | Jan Batist Brueghel (1647-1719) |  |  | Anna Maria Bonnarens                   | Anna Maria Bonnarens                   | Anna Maria Bonnarens                   | Anna Maria Bonnarens                   | Anna Maria Bonnarens                   | Anna Maria Bonnarens                   |  |  | David Teniers III (1638-1685)             | David Teniers III (1638-1685)             | David Teniers III (1638-1685)             | David Teniers III (1638-1685)             | David Teniers III (1638-1685)             | David Teniers III (1638-1685)             |  |  | Quatre autres enfants (1 garçon, 3 filles) | Quatre autres enfants (1 garçon, 3 filles) | Quatre autres enfants (1 garçon, 3 filles) | Quatre autres enfants (1 garçon, 3 filles) | Quatre autres enfants (1 garçon, 3 filles) | Quatre autres enfants (1 garçon, 3 filles) |  |  |                                            |                                            |                                            |                                            |                                            |                                            |
| Maria van Apshoven               | Maria van Apshoven               | Maria van Apshoven               | Maria van Apshoven               | Maria van Apshoven               | Maria van Apshoven               |  |  | Jan van Kessel dit l'Ancien (1626-1679)                           | Jan van Kessel dit l'Ancien (1626-1679)                           | Jan van Kessel dit l'Ancien (1626-1679)                           | Jan van Kessel dit l'Ancien (1626-1679)                           | Jan van Kessel dit l'Ancien (1626-1679)                           | Jan van Kessel dit l'Ancien (1626-1679)                           |  |  | Quatre autres enfants (1 garçon, 3 filles) | Quatre autres enfants (1 garçon, 3 filles) | Quatre autres enfants (1 garçon, 3 filles) | Quatre autres enfants (1 garçon, 3 filles) | Quatre autres enfants (1 garçon, 3 filles) | Quatre autres enfants (1 garçon, 3 filles) |  |  |                                          |                                          |                                          |                                          |                                          |                                          |  |  | Jan Peeter Brueghel (1628→1662)                      | Jan Peeter Brueghel (1628→1662)                      | Jan Peeter Brueghel (1628→1662)                      | Jan Peeter Brueghel (1628→1662)                      | Jan Peeter Brueghel (1628→1662)                      | Jan Peeter Brueghel (1628→1662)                      |  |  | Philips Brueghel (1635-?) | Philips Brueghel (1635-?) | Philips Brueghel (1635-?) | Philips Brueghel (1635-?) | Philips Brueghel (1635-?) | Philips Brueghel (1635-?) |  |  |                                  |                                  |                                  |                                  |                                  |                                  |  |  | Jan Batist Brueghel (1647-1719) | Jan Batist Brueghel (1647-1719) | Jan Batist Brueghel (1647-1719) | Jan Batist Brueghel (1647-1719) | Jan Batist Brueghel (1647-1719) | Jan Batist Brueghel (1647-1719) |  |  | Anna Maria Bonnarens                   | Anna Maria Bonnarens                   | Anna Maria Bonnarens                   | Anna Maria Bonnarens                   | Anna Maria Bonnarens                   | Anna Maria Bonnarens                   |  |  | David Teniers III (1638-1685)             | David Teniers III (1638-1685)             | David Teniers III (1638-1685)             | David Teniers III (1638-1685)             | David Teniers III (1638-1685)             | David Teniers III (1638-1685)             |  |  | Quatre autres enfants (1 garçon, 3 filles) | Quatre autres enfants (1 garçon, 3 filles) | Quatre autres enfants (1 garçon, 3 filles) | Quatre autres enfants (1 garçon, 3 filles) | Quatre autres enfants (1 garçon, 3 filles) | Quatre autres enfants (1 garçon, 3 filles) |  |  |                                            |                                            |                                            |                                            |                                            |                                            |
|                                  |                                  |                                  |                                  |                                  |                                  |  |  |                                                                   |                                                                   |                                                                   |                                                                   |                                                                   |                                                                   |  |  |                                            |                                            |                                            |                                            |                                            |                                            |  |  |                                          |                                          |                                          |                                          |                                          |                                          |  |  |                                                      |                                                      |                                                      |                                                      |                                                      |                                                      |  |  |                           |                           |                           |                           |                           |                           |  |  |                                  |                                  |                                  |                                  |                                  |                                  |  |  |                                 |                                 |                                 |                                 |                                 |                                 |  |  |                                        |                                        |                                        |                                        |                                        |                                        |  |  |                                           |                                           |                                           |                                           |                                           |                                           |  |  |                                            |                                            |                                            |                                            |                                            |                                            |  |  |                                            |                                            |                                            |                                            |                                            |                                            |
|                                  |                                  |                                  |                                  |                                  |                                  |  |  |                                                                   |                                                                   |                                                                   |                                                                   |                                                                   |                                                                   |  |  |                                            |                                            |                                            |                                            |                                            |                                            |  |  |                                          |                                          |                                          |                                          |                                          |                                          |  |  |                                                      |                                                      |                                                      |                                                      |                                                      |                                                      |  |  |                           |                           |                           |                           |                           |                           |  |  |                                  |                                  |                                  |                                  |                                  |                                  |  |  |                                 |                                 |                                 |                                 |                                 |                                 |  |  |                                        |                                        |                                        |                                        |                                        |                                        |  |  |                                           |                                           |                                           |                                           |                                           |                                           |  |  |                                            |                                            |                                            |                                            |                                            |                                            |  |  |                                            |                                            |                                            |                                            |                                            |                                            |
|                                  |                                  |                                  |                                  |                                  |                                  |  |  |                                                                   |                                                                   |                                                                   |                                                                   |                                                                   |                                                                   |  |  |                                            |                                            |                                            |                                            |                                            |                                            |  |  |                                          |                                          |                                          |                                          |                                          |                                          |  |  |                                                      |                                                      |                                                      |                                                      |                                                      |                                                      |  |  |                           |                           |                           |                           |                           |                           |  |  |                                  |                                  |                                  |                                  |                                  |                                  |  |  |                                 |                                 |                                 |                                 |                                 |                                 |  |  |                                        |                                        |                                        |                                        |                                        |                                        |  |  |                                           |                                           |                                           |                                           |                                           |                                           |  |  |                                            |                                            |                                            |                                            |                                            |                                            |  |  |                                            |                                            |                                            |                                            |                                            |                                            |
|                                  |                                  |                                  |                                  |                                  |                                  |  |  |                                                                   |                                                                   |                                                                   |                                                                   |                                                                   |                                                                   |  |  |                                            |                                            |                                            |                                            |                                            |                                            |  |  |                                          |                                          |                                          |                                          |                                          |                                          |  |  | Abraham Brueghel dit Ryngraaf (1631-1697)            | Abraham Brueghel dit Ryngraaf (1631-1697)            | Abraham Brueghel dit Ryngraaf (1631-1697)            | Abraham Brueghel dit Ryngraaf (1631-1697)            | Abraham Brueghel dit Ryngraaf (1631-1697)            | Abraham Brueghel dit Ryngraaf (1631-1697)            |  |  | Angela Boratti            | Angela Boratti            | Angela Boratti            | Angela Boratti            | Angela Boratti            | Angela Boratti            |  |  | Ferdinand Brueghel (1637- >1662) | Ferdinand Brueghel (1637- >1662) | Ferdinand Brueghel (1637- >1662) | Ferdinand Brueghel (1637- >1662) | Ferdinand Brueghel (1637- >1662) | Ferdinand Brueghel (1637- >1662) |  |  | Six autres enfants              | Six autres enfants              | Six autres enfants              | Six autres enfants              | Six autres enfants              | Six autres enfants              |  |  |                                        |                                        |                                        |                                        |                                        |                                        |  |  |                                           |                                           |                                           |                                           |                                           |                                           |  |  |                                            |                                            |                                            |                                            |                                            |                                            |  |  |                                            |                                            |                                            |                                            |                                            |                                            |
|                                  |                                  |                                  |                                  |                                  |                                  |  |  |                                                                   |                                                                   |                                                                   |                                                                   |                                                                   |                                                                   |  |  |                                            |                                            |                                            |                                            |                                            |                                            |  |  |                                          |                                          |                                          |                                          |                                          |                                          |  |  | Abraham Brueghel dit Ryngraaf (1631-1697)            | Abraham Brueghel dit Ryngraaf (1631-1697)            | Abraham Brueghel dit Ryngraaf (1631-1697)            | Abraham Brueghel dit Ryngraaf (1631-1697)            | Abraham Brueghel dit Ryngraaf (1631-1697)            | Abraham Brueghel dit Ryngraaf (1631-1697)            |  |  | Angela Boratti            | Angela Boratti            | Angela Boratti            | Angela Boratti            | Angela Boratti            | Angela Boratti            |  |  | Ferdinand Brueghel (1637- >1662) | Ferdinand Brueghel (1637- >1662) | Ferdinand Brueghel (1637- >1662) | Ferdinand Brueghel (1637- >1662) | Ferdinand Brueghel (1637- >1662) | Ferdinand Brueghel (1637- >1662) |  |  | Six autres enfants              | Six autres enfants              | Six autres enfants              | Six autres enfants              | Six autres enfants              | Six autres enfants              |  |  |                                        |                                        |                                        |                                        |                                        |                                        |  |  |                                           |                                           |                                           |                                           |                                           |                                           |  |  |                                            |                                            |                                            |                                            |                                            |                                            |  |  |                                            |                                            |                                            |                                            |                                            |                                            |
|                                  |                                  |                                  |                                  |                                  |                                  |  |  |                                                                   |                                                                   |                                                                   |                                                                   |                                                                   |                                                                   |  |  |                                            |                                            |                                            |                                            |                                            |                                            |  |  |                                          |                                          |                                          |                                          |                                          |                                          |  |  |                                                      |                                                      |                                                      |                                                      |                                                      |                                                      |  |  |                           |                           |                           |                           |                           |                           |  |  |                                  |                                  |                                  |                                  |                                  |                                  |  |  |                                 |                                 |                                 |                                 |                                 |                                 |  |  |                                        |                                        |                                        |                                        |                                        |                                        |  |  |                                           |                                           |                                           |                                           |                                           |                                           |  |  |                                            |                                            |                                            |                                            |                                            |                                            |  |  |                                            |                                            |                                            |                                            |                                            |                                            |
|                                  |                                  |                                  |                                  |                                  |                                  |  |  |                                                                   |                                                                   |                                                                   |                                                                   |                                                                   |                                                                   |  |  |                                            |                                            |                                            |                                            |                                            |                                            |  |  |                                          |                                          |                                          |                                          |                                          |                                          |  |  |                                                      |                                                      |                                                      |                                                      |                                                      |                                                      |  |  |                           |                           |                           |                           |                           |                           |  |  |                                  |                                  |                                  |                                  |                                  |                                  |  |  |                                 |                                 |                                 |                                 |                                 |                                 |  |  |                                        |                                        |                                        |                                        |                                        |                                        |  |  |                                           |                                           |                                           |                                           |                                           |                                           |  |  |                                            |                                            |                                            |                                            |                                            |                                            |  |  |                                            |                                            |                                            |                                            |                                            |                                            |
|                                  |                                  |                                  |                                  |                                  |                                  |  |  |                                                                   |                                                                   |                                                                   |                                                                   |                                                                   |                                                                   |  |  |                                            |                                            |                                            |                                            |                                            |                                            |  |  |                                          |                                          |                                          |                                          |                                          |                                          |  |  |                                                      |                                                      |                                                      |                                                      |                                                      |                                                      |  |  |                           |                           |                           |                           |                           |                           |  |  |                                  |                                  |                                  |                                  |                                  |                                  |  |  |                                 |                                 |                                 |                                 |                                 |                                 |  |  |                                        |                                        |                                        |                                        |                                        |                                        |  |  |                                           |                                           |                                           |                                           |                                           |                                           |  |  |                                            |                                            |                                            |                                            |                                            |                                            |  |  |                                            |                                            |                                            |                                            |                                            |                                            |
| Ferdinand van Kessel (1648-1696) | Ferdinand van Kessel (1648-1696) | Ferdinand van Kessel (1648-1696) | Ferdinand van Kessel (1648-1696) | Ferdinand van Kessel (1648-1696) | Ferdinand van Kessel (1648-1696) |  |  | Jan van Kessel II dit le Jeune (1654-1708)                        | Jan van Kessel II dit le Jeune (1654-1708)                        | Jan van Kessel II dit le Jeune (1654-1708)                        | Jan van Kessel II dit le Jeune (1654-1708)                        | Jan van Kessel II dit le Jeune (1654-1708)                        | Jan van Kessel II dit le Jeune (1654-1708)                        |  |  | Onze autres enfants                        | Onze autres enfants                        | Onze autres enfants                        | Onze autres enfants                        | Onze autres enfants                        | Onze autres enfants                        |  |  | Frans Hieronymus Brueghel (fils présumé) | Frans Hieronymus Brueghel (fils présumé) | Frans Hieronymus Brueghel (fils présumé) | Frans Hieronymus Brueghel (fils présumé) | Frans Hieronymus Brueghel (fils présumé) | Frans Hieronymus Brueghel (fils présumé) |  |  | Gaspar Brueghel                                      | Gaspar Brueghel                                      | Gaspar Brueghel                                      | Gaspar Brueghel                                      | Gaspar Brueghel                                      | Gaspar Brueghel                                      |  |  | Deux autres enfants       | Deux autres enfants       | Deux autres enfants       | Deux autres enfants       | Deux autres enfants       | Deux autres enfants       |  |  |                                  |                                  |                                  |                                  |                                  |                                  |  |  |                                 |                                 |                                 |                                 |                                 |                                 |  |  |                                        |                                        |                                        |                                        |                                        |                                        |  |  | David Teniers IV (1672-1771)              | David Teniers IV (1672-1771)              | David Teniers IV (1672-1771)              | David Teniers IV (1672-1771)              | David Teniers IV (1672-1771)              | David Teniers IV (1672-1771)              |  |  |                                            |                                            |                                            |                                            |                                            |                                            |  |  |                                            |                                            |                                            |                                            |                                            |                                            |

## Biographies

### Première génération
- Pieter Coecke van Aelst[n 2]

Né à Alost, en ancien néerlandais Aelst, le 14 août 1502 (ou le 4 juillet 1507 selon les Liggeren), mort en 1550 à Bruxelles. Peintre, sculpteur, architecte, dessinateur de tapisserie.
Admis dans la guilde d'Anvers en 1525, il étudie la peinture mais aussi l'architecture, la gravure, la sculpture et la géométrie. Il a deux fils légitimes, Pieter et Michel et deux fils naturels, Pauwel et Anton. Plus tard, il épouse la miniaturiste Mayekin (Maria) Verhulst Bessemers dont il a trois enfants : Pauwel (Paul), Kateline et Mayeken, qui deviendra la femme de son élève, Pieter Brueghel dit l'Ancien.
- Marie Bessemers, dite Mayekin (Marie) Verhulst

Née à Malines en 1518, morte en 1594 ou 1596. Peintre, miniaturiste.
Mariée au graveur Pieter Coecke van Aelst en 1537, elle a un fils qui deviendra peintre, Paul Coecke van Aelst. Elle se charge de l'éducation (picturale) de ses petits-fils, Pieter et Jan Brueghel à la mort de leur père, Pieter Brueghel l'Ancien.

### Deuxième génération

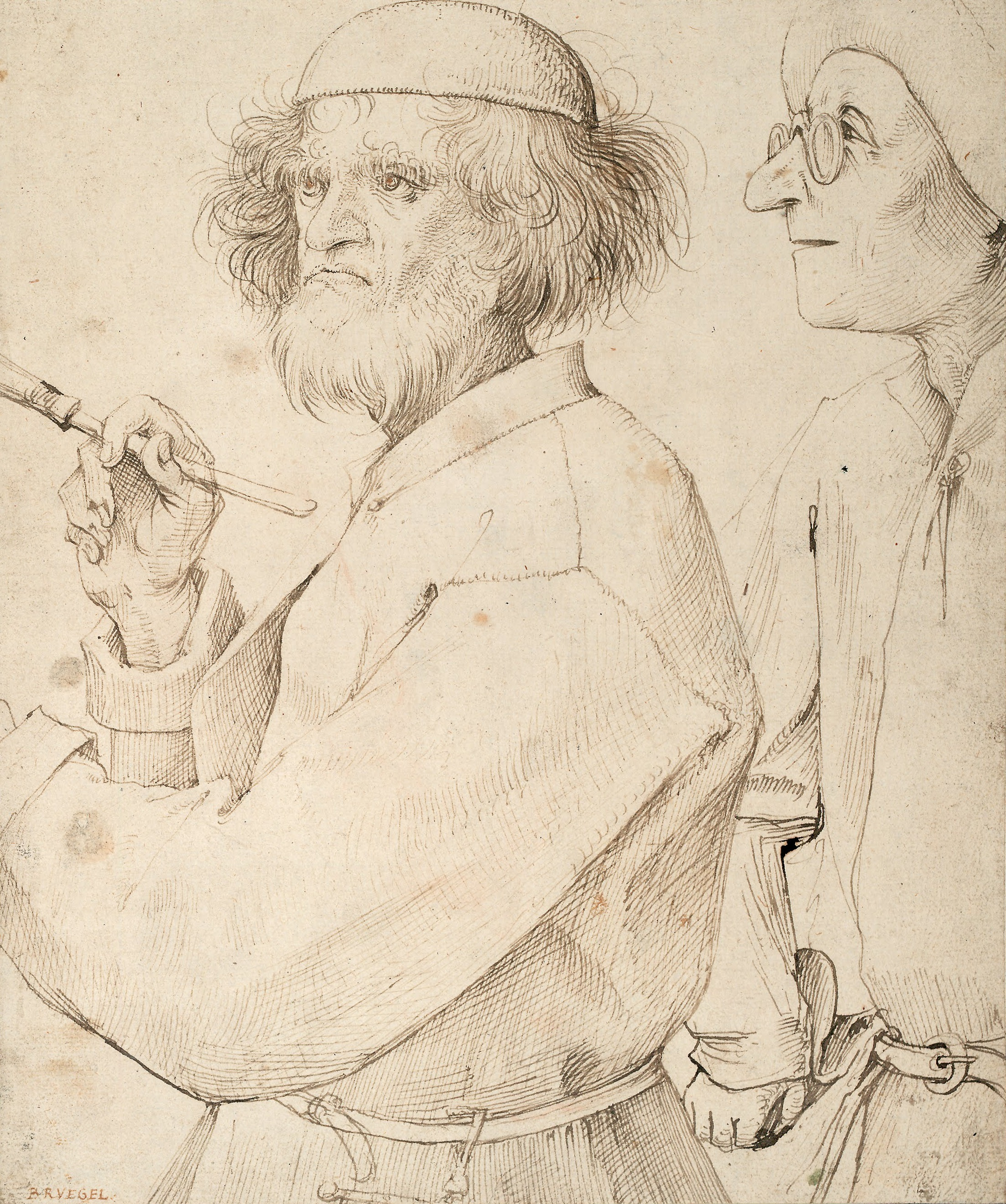

- Pieter (ou Peter) Brueghel, dit l'Ancien, le Rustique, le Drôle ou le Vieux

Né vers 1525 à Brueghel (près de Bréda) ou à Brueghel (près de Bois-le-Duc), mort le 5 septembre 1569 à Bruxelles. Peintre de compositions religieuses, scènes de genre, graveur et dessinateur.
Il fait son apprentissage à Anvers dans l'atelier de Pieter Coecke. Il est reçu dans la guilde anversoise en 1551. Le Repas de noce et la Danse des paysans lui valent ses surnoms. À sa mort, il laisse deux fils qui deviendront peintres, l'un de 5 ans, Pieter dit le Jeune ou d'Enfer, l'autre de un an, Jan dit l'Ancien ou de Velours.

### Troisième génération
- Jan Brueghel, dit l'Ancien, de Velours, de Paradis ou de Fleurs

Né en 1568 à Bruxelles, mort le 13 janvier 1625 à Anvers. Peintre d'histoires, sujets allégoriques, fleurs et fruits, graveur, dessinateur.
Second fils de Pieter Brueghel dit l'Ancien ou de Velours, en raison de la séduction de sa palette. Membre le plus prolifique et le plus doué de la famille, il est nommé peintre de cour en 1609 par l'archiduc Albert d'Autriche.

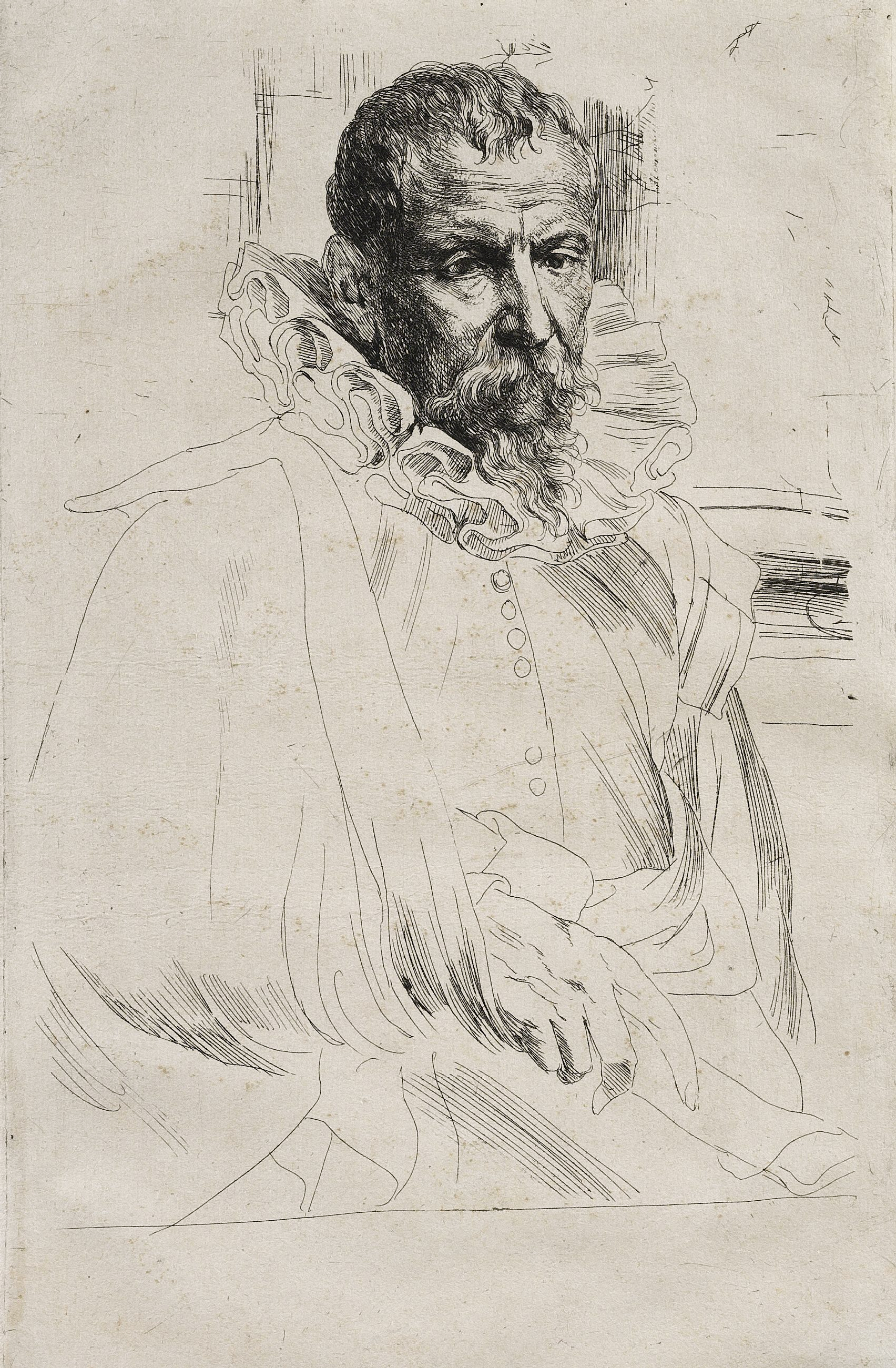

- Pieter Brueghel II, dit le Jeune ou d'Enfer

Né vers 1564 à Bruxelles, mort en 1637 ou 38 à Anvers. Peintre de compositions religieuses, sujets mythologiques, scènes de genre, dessinateur.
Fils de Pieter Brueghel dit l'Ancien, il est le premier à adopter l'orthographe « Breughel ». Élève de sa grand-mère Maria Verhulst, miniaturiste, puis à Anvers de Gillis van Coninxloo jusqu'en 1585. Il se marie en 1585 avec Élisabeth Goddelet et a sept enfants : Pieter (III), qui devient son élève, Maria, Jacob, Daniel, Laureis, Filips et Geerard.

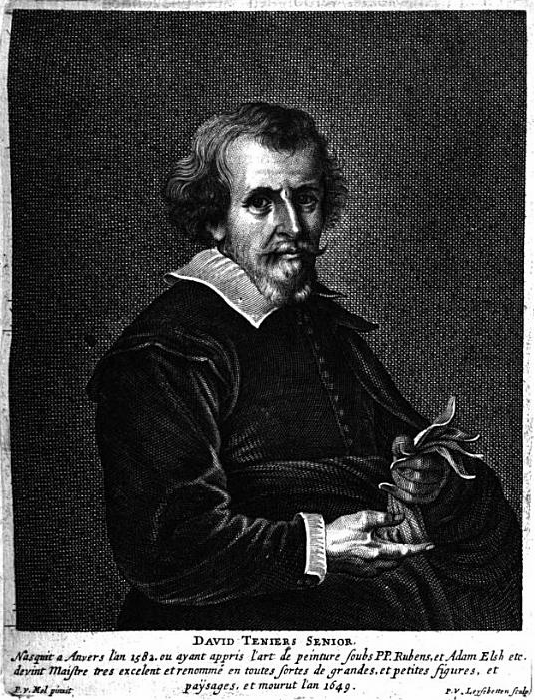

- David Téniers, dit l'Ancien

Né en 1582 à Anvers, mort le 29 juillet 1649 à Anvers. Peintre d'histoire, compositions mythologique, sujets religieux. Graveur.
Fils de mercier, David Téniers est élève de son frère aîné Julian. Il épouse Dymphna Cornelissen de Wilde dont il a 5 enfants : David II (qui épousera la fille de Jan Brueghel, Anna), Julian, Théodor, Abraham et une fille.

### Quatrième génération

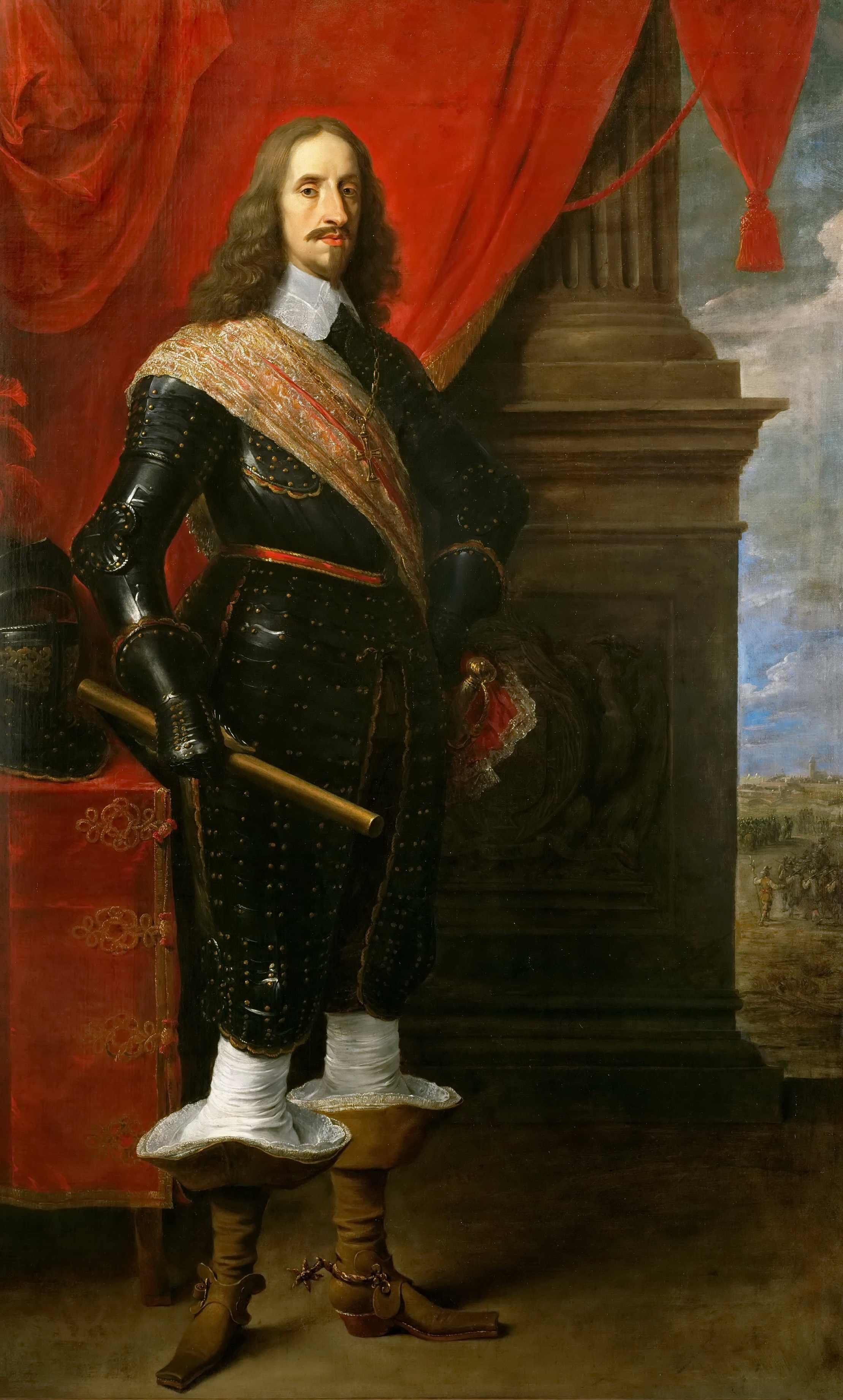

- Ambrosius Brueghel

Né le 10 août 1617 à Anvers, mort le 9 février 1675 à Anvers. Peintre de paysages, natures mortes, fleurs et fruits. École flamande.
Fils de Jan Brueghel dit l'Ancien, il étudie avec son demi-frère, Jan Brueghel II, dit le Jeune et son beau-frère David Teniers II, dit le Jeune. Il devient maître à Anvers en 1645 puis doyen de la guilde en 1663. Ses œuvres sont rares, d'après le Dr Von Wurtzbach.
- Jan Brueghel II, dit le Jeune

Né en 1601 à Anvers, mort le 1er septembre 1678. Peintre d'histoire, de compositions religieuses, sujets allégoriques, fleurs et fruits, dessinateur.
En 1625, il entre dans la guilde. Il épouse l'année suivante la fille du peintre Abraham Janssens van Nuyssen, Anna Maria, avec laquelle il a onze enfants dont cinq deviendront peintres : Jan Peter, Abraham, Philips, Ferdinand et Jan Batist. Il collabore avec Rubens, son beau-père Abraham Janssens, S. Vranck, A. van Diepenbeek, J. van Kessel, F. Wouters, H. van Bâlen et G. Coques.
- Pieter Brueghel III

Né en 1589 à Anvers, mort en 1639. Peintre de compositions religieuses, scènes de genre.
Fils de Pieter Brueghel II dit le Jeune . Seules œuvres attestées un Saint Ignace en prière (catalogue v.d. Straelen-Moons, Anvers 1885) et un Portement de Croix.
- Hieronymus van Kessel

Né en 1578, baptisé à Anvers le 6 octobre, mort vers 1636 à Anvers. Peintre d'histoires, de portraits, de paysages.
Élève de Cornèlis Floris en 1594. En 1606 part pour Francfort et Augsbourg. Par la suite revient à Anvers et travaille pour Jan Brueghel dont il épouse sa fille Paschasie en 1624. Ils ont deux fils dont un est peintre. Il quitte Anvers pour une destination inconnue.
- David Teniers II, dit le Jeune

Né en 1610 à Anvers, baptisé le 15 décembre 1610, mort le 25 avril 1690 à Bruxelles. Peintre d'histoires, compositions religieuses, scènes de genre, figures, portraits, paysage. Graveur.
Aîné des cinq enfants de David Teniers, dit l'Ancien. Son épouse Anna Brueghel, la fille de Jan Brueghel qui lui apporte une dot, une rente et surtout l'intimité de Rubens. Ils ont cinq enfants : deux garçons et trois filles. Le 11 mai 1656, veuf, il épouse Isabelle de Fren qui meurt en 1683. Son œuvre est considérable.

### Cinquième génération
- Abraham Brueghel, dit Ryngraaf

Né le 28 novembre 1631 à Anvers, mort en 1697 à Naples. Peintre de sujets religieux, scènes de genre, fleurs et fruits.
Fils de Jan Brueghel II. Il travaille à Rome entre 1660 et 1671, où il prend le nom de Ryngraaf. Quelques auteurs le font mourir à Rome. Mais il est probable qu'il vit à Naples où il crée une école de peinture, enseignant l'art du tableau de fleurs, des natures mortes de fruits, du paysage, transmettant son style à Nicola Porpora, Recco, Dell'Abate. Il peint des fleurs dans les tableaux de Luca Giordano.
- Ferdinand Brueghel

Né en 1637 à Anvers où il est baptisé le 3 juillet, mort après 1662. Peintre.
Fils de Jan Brueghel II. Hormis le fait qu'il a été étudiant à Anvers et qu'il a eu le même enseignement que ses frères, on ne sait rien de la suite de son parcours privé ou professionnel.
- Jan Baptist Brueghel, dit Meleager

Né le 26 décembre 1647 à Anvers, mort en 1719. Peintre de natures mortes, fleurs et fruits.
Fils de Jan Brueghel II. Il visite l'Italie, vit à Naples et à Rome ou il prend le surnom de Meleager.
- Jan Peeter Brueghel

Né en 1628 à Anvers, mort après 1662 probablement en Italie. Peintre de fleurs.
Fils de  Jan Brueghel II. Il est maître à Anvers et travaille plus tard à Liège  pour le peintre Walter Domerg.
- Philips Brueghel

Né le 24 décembre 1635 à Anvers.
Fils de Jan Brueghel II. Il est maître à Anvers en 1655. En 1657 il part à Paris pour 3 ans chez son oncle Jan Valdor, graveur et marchand de tableaux.
- Jan van Kessel, dit l'Ancien

Né en 1626, baptisé le 5 avril 1626 à Anvers, mort le 17 avril 1679 à Anvers. Peintre d'histoires, sujets allégoriques, compositions mythologiques, scènes de genre, animaux, fleurs et fruits, peintre à la gouache, dessinateur.
Fils de Hieronymus van Kessel, il est l'élève de son oncle Jan Brueghel et de Simon de Vos. Il peint des paysages, des fleurs, des fruits, des oiseaux, des insectes dans le style de Brueghel de Velours. Le 11 juin 1647, il prend pour épouse Maria van Apshoven. Il a treize enfants dont deux sont peintres.
- David Teniers III

Né à Anvers, baptisé le 10 juillet 1638, mort le 10 février 1685 à Bruxelles. Peintre de sujets religieux, scènes de genre, portraits, cartons de tapisseries.
Fils de David Teniers II, dit le Jeune et d'Anna Brueghel. D'abord élève de son père, puis va en Espagne compléter son éducation. Il épouse le 4 août 1671, Anna Maria Bonnarens, et maître à Bruxelles en 1675. Il travaille longtemps aux côtés de son père, et de l'avis de certains critiques, les productions des deux artistes sont difficilement distinguées. D'après M. Alp. Wauters, il aurait signé ses œuvres, David Teniers Junior. Il travaille aussi pour les fabriques de tapisseries. Ses meubles et tableaux sont vendus  aux enchères publiques le 4 juin 1685.

### Sixième génération
- F. H. Brueghel [n 3]

Graveur.
Fils présumé d'Abraham Brueghel. On connaît de lui une suite de dix marines.
- Ferdinand van Kessel

Né en 1648 à Anvers, mort en 1696 à Bréda. Peintre de paysages, de natures mortes de fruits, d'allégories et de peintures de cabinet sur la vie sauvage, particulièrement de « singeries ».
Fils et élève de Jan van Kessel, dit l'Ancien, il s'installe à Amsterdam en 1680 puis à Breda en 1689. Peintre du stathouder Guillaume III d'Orange-Nassau, il réalise également plusieurs commandes pour le roi de Pologne Jean III Sobieski.
- Jan van Kessel II, dit le Jeune

Né le 23 novembre 1654 à Anvers, mort en 1708 à Madrid. Peintre d'histoires, portraits, animaux, fleurs et fruits.
Fils et élève de Jan van Kessel, dit l'Ancien, il va à Madrid en 1680, fait le portrait de la reine Marie-Louise d'Orléans femme de Charles II d'Espagne. Fait peintre de la Cour en 1686, il exécute également le portrait de la seconde femme de ce monarque, la princesse Marie-Anne de Palatinat avant de travailler pour Philippe V d'Espagne.
- David Teniers IV

Né en 1672, mort en 1771 à Lisbonne. Peintre.
Fils de David Teniers III. Actif aussi au Portugal.